# ムーンライトえちご
ムーンライトえちごは、東日本旅客鉄道（JR東日本）が新宿駅 - 新潟駅間を山手線・東北本線・高崎線・上越線・信越本線経由で運行していた夜行快速列車である。2009年（平成21年）3月14日のダイヤ改正以降は臨時列車となったが、2014年（平成26年）6月以降は列車が設定されていない。
この後、各路線に続々と登場した「ムーンライト」シリーズの元祖でもある。

## 概要
首都圏と新潟都市圏を結ぶ臨時夜行列車で、2013年（平成25年）1月のダイヤ改正で大阪駅発着の臨時夜行急行「きたぐに」完全廃止後は新潟駅を発着する唯一の夜行列車となっていた。青春18きっぷが使用できる時期には、首都圏と新潟県を移動する利用客の他にも、青春18きっぷを使用して北陸3県や東北地方日本海側、さらには北海道に向かう利用客にも多く利用された。
2009年（平成21年）3月14日のダイヤ改正で臨時列車化され、2014年（平成26年）3月には臨時運行も終了した。同年4月に運行される臨時快速「えちご春の夜空号」が後継列車となることが発表されたが、同列車も1か月限りの運行に終わり、2015年（平成27年）以降は設定されていない。

## 運行概況
長期連休、お盆休みや年末年始などに1往復運行されていた。夜行列車のため高崎駅以北では長岡駅までノンストップ（ただし運転停車はあり）で運行されたほか、この区間では車内消灯のサービスも行われた。

### 停車駅
| \| 路線名称 \| ※1・2・3 \| ※1・2・3 \| ※1・2・3 \| ※1・2・3 \| 上越線 \| 上越線 \| 上越線 \| 上越線 \| 信越本線 \| 信越本線 \| 信越本線 \| 信越本線 \| 信越本線 \| 信越本線 \| \| 駅名 \| 新宿 \| 池袋 \| 大宮 \| 高崎 \| 新前橋 \| 水上 \| 越後湯沢 \| 小出 \| 長岡 \| 見附 \| 東三条 \| 加茂 \| 新津 \| 新潟 \| \| ムーンライトえちご \| ● \| ● \| ● \| ● \| 運 \| 運 \| 運 \| 季 \| ● \| ● \| ● \| ● \| ● \| ● \| \| 車内放送 \| 実施 \| 実施 \| 実施 \| 深夜休止 \| 深夜休止 \| 深夜休止 \| 深夜休止 \| 深夜休止 \| 深夜休止 \| 実施 \| 実施 \| 実施 \| 実施 \| 実施 \| \| 室内灯 \| 通常 \| 通常 \| 通常 \| 深夜減光 \| 深夜減光 \| 深夜減光 \| 深夜減光 \| 深夜減光 \| 深夜減光 \| 深夜減光 \| 深夜減光 \| 深夜減光 \| 通常 \| 通常 \| |          |          |          |          |          |          |          |          |          |          |          |          |          |          |
| 凡例 - ●：停車駅 - 運：運転停車駅（時間調整・乗務員交代） - 季：季節停車駅 - ※1：山手貨物線（新宿 - 田端信号場間） - ※2：東北貨物線（田端信号場 - 大宮間） - ※3：高崎線（大宮 - 高崎間） 備考 - かつては赤羽駅や小千谷駅にも停車していた。 |          |          |          |          |          |          |          |          |          |          |          |          |          |          |
| 路線名称 | ※1・2・3 | ※1・2・3 | ※1・2・3 | ※1・2・3 | 上越線   | 上越線   | 上越線   | 上越線   | 信越本線 | 信越本線 | 信越本線 | 信越本線 | 信越本線 | 信越本線 |
| 駅名 | 新宿     | 池袋     | 大宮     | 高崎     | 新前橋   | 水上     | 越後湯沢 | 小出     | 長岡     | 見附     | 東三条   | 加茂     | 新津     | 新潟     |
| ムーンライトえちご | ●        | ●        | ●        | ●        | 運       | 運       | 運       | 季       | ●        | ●        | ●        | ●        | ●        | ●        |
| 車内放送 | 実施     | 実施     | 実施     | 深夜休止 | 深夜休止 | 深夜休止 | 深夜休止 | 深夜休止 | 深夜休止 | 実施     | 実施     | 実施     | 実施     | 実施     |
| 室内灯 | 通常     | 通常     | 通常     | 深夜減光 | 深夜減光 | 深夜減光 | 深夜減光 | 深夜減光 | 深夜減光 | 深夜減光 | 深夜減光 | 深夜減光 | 通常     | 通常     |

### 使用車両・編成
- 1号車の新宿方は半室グリーン席。
- K編成の場合は6号車のみ内装が1 - 5号車と異なりデッキ部がピンク色で座席モケットは赤（エンジ色）であった。これは6号車がレディースカー（女性専用車両）となっているためであった。

2014年（平成26年）3月までの運行では、新潟車両センター所属の485系電車K1・2編成（6両編成：国鉄特急色）が投入された。
K編成が検査などで使用できない場合は、ATS-Pと車内減光装置を装備したT18編成（国鉄特急色：2008年4月までは上沼垂色）や3000番台（リニューアル車）のR26・27編成が投入されていた。
2010年（平成22年）3月13日から2012年（平成24年）3月17日まで、幕張車両センター配置の183系マリ31・32編成（旧あずさ色。大宮総合車両センターの東大宮センターに常駐）が使用されていた。当時はグリーン車の設定がなく、全車が普通車指定席となっていた。
また2003年（平成15年）までは165系が使用されていた。こちらも全車普通車であった。

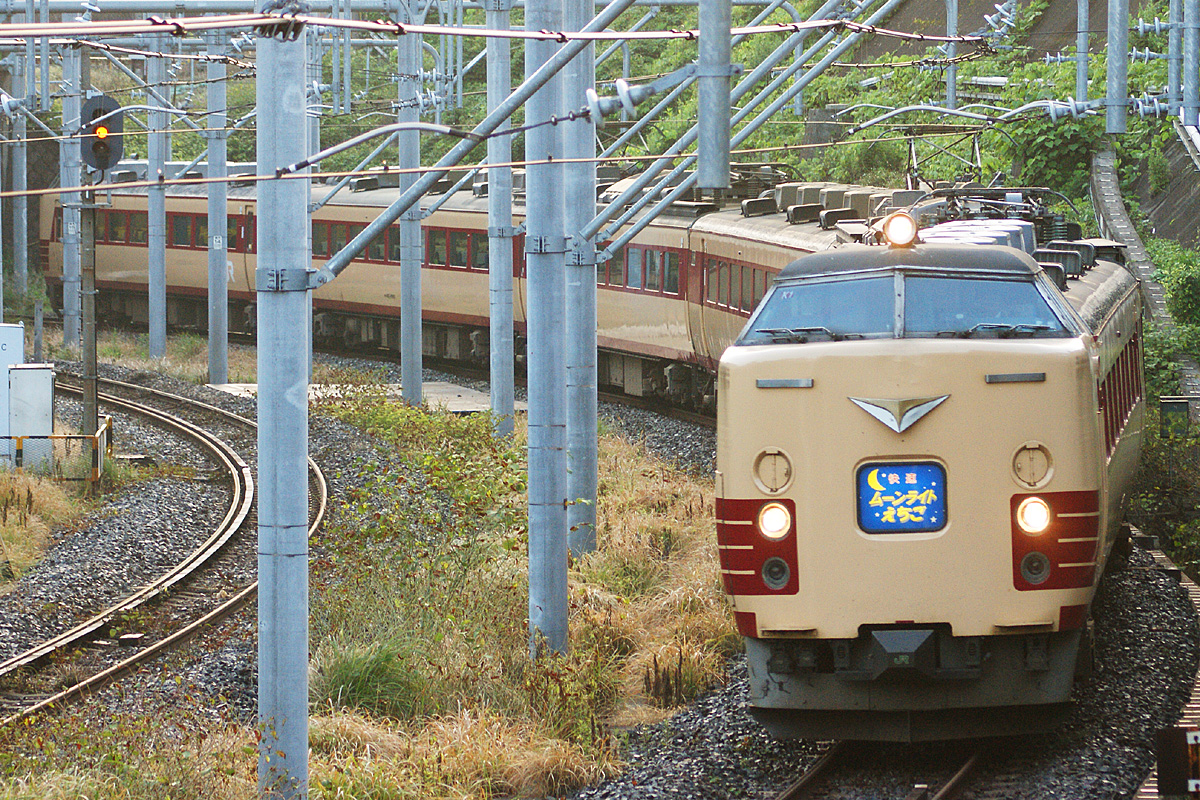
485系
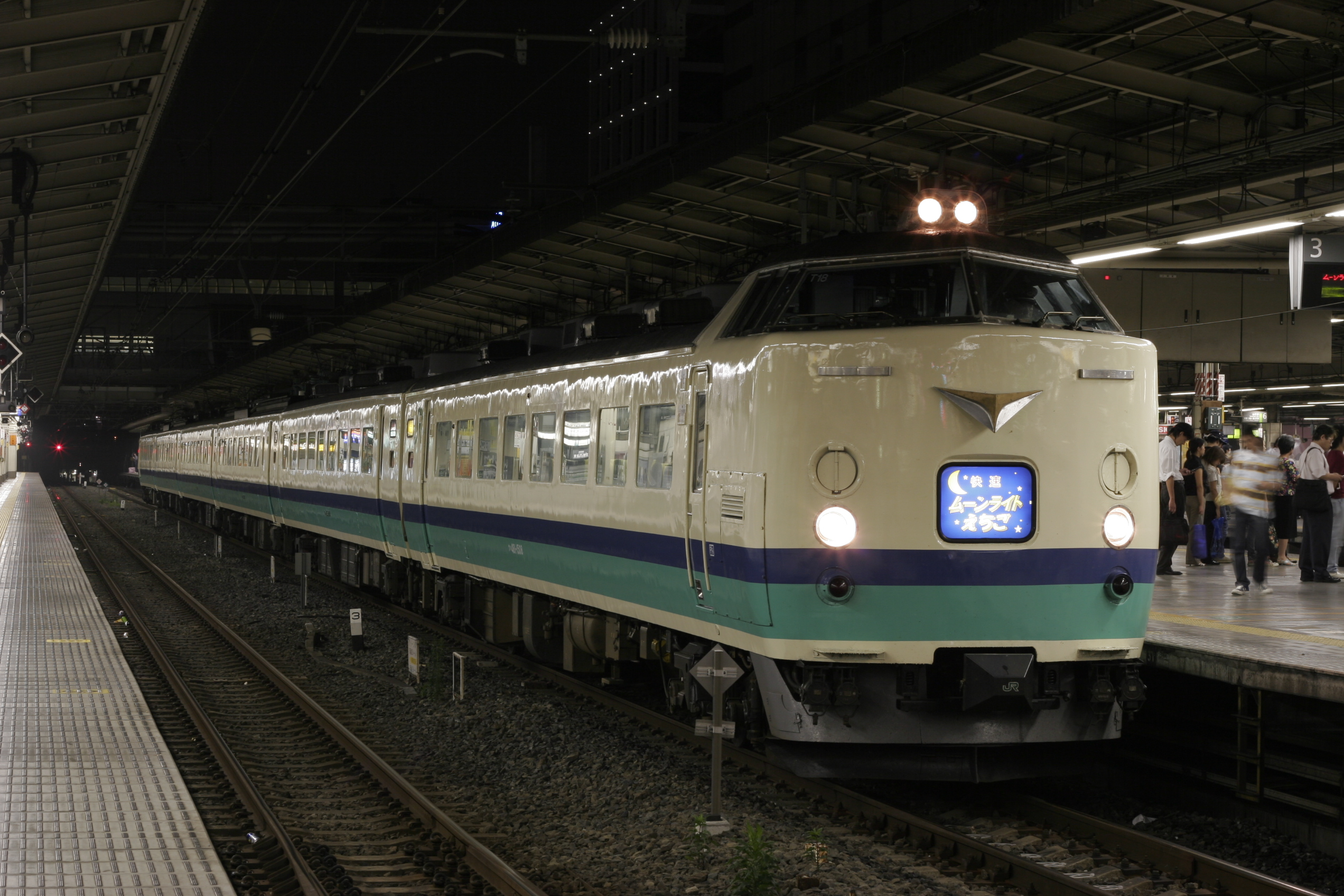
485系上沼垂色
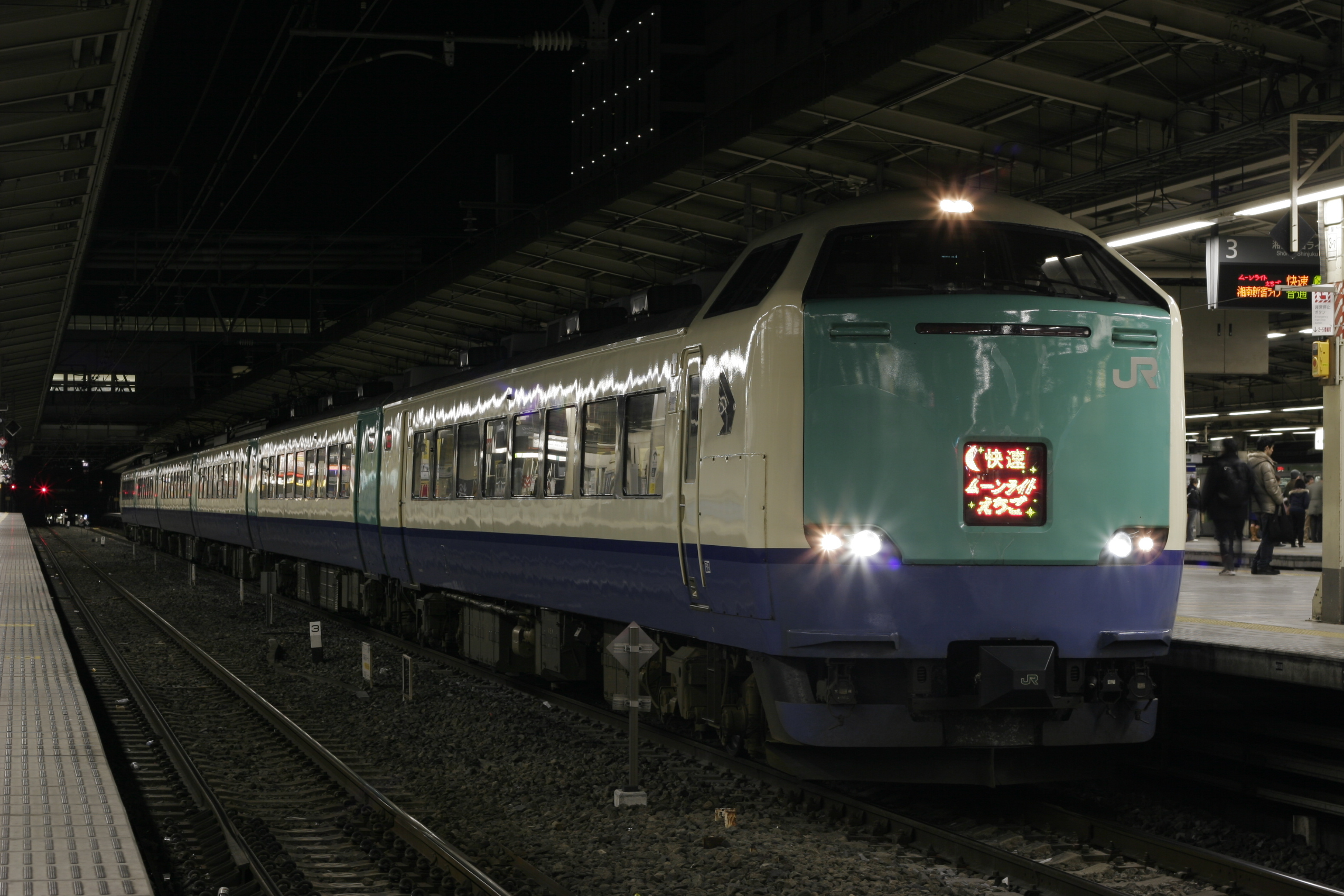
485系3000番台
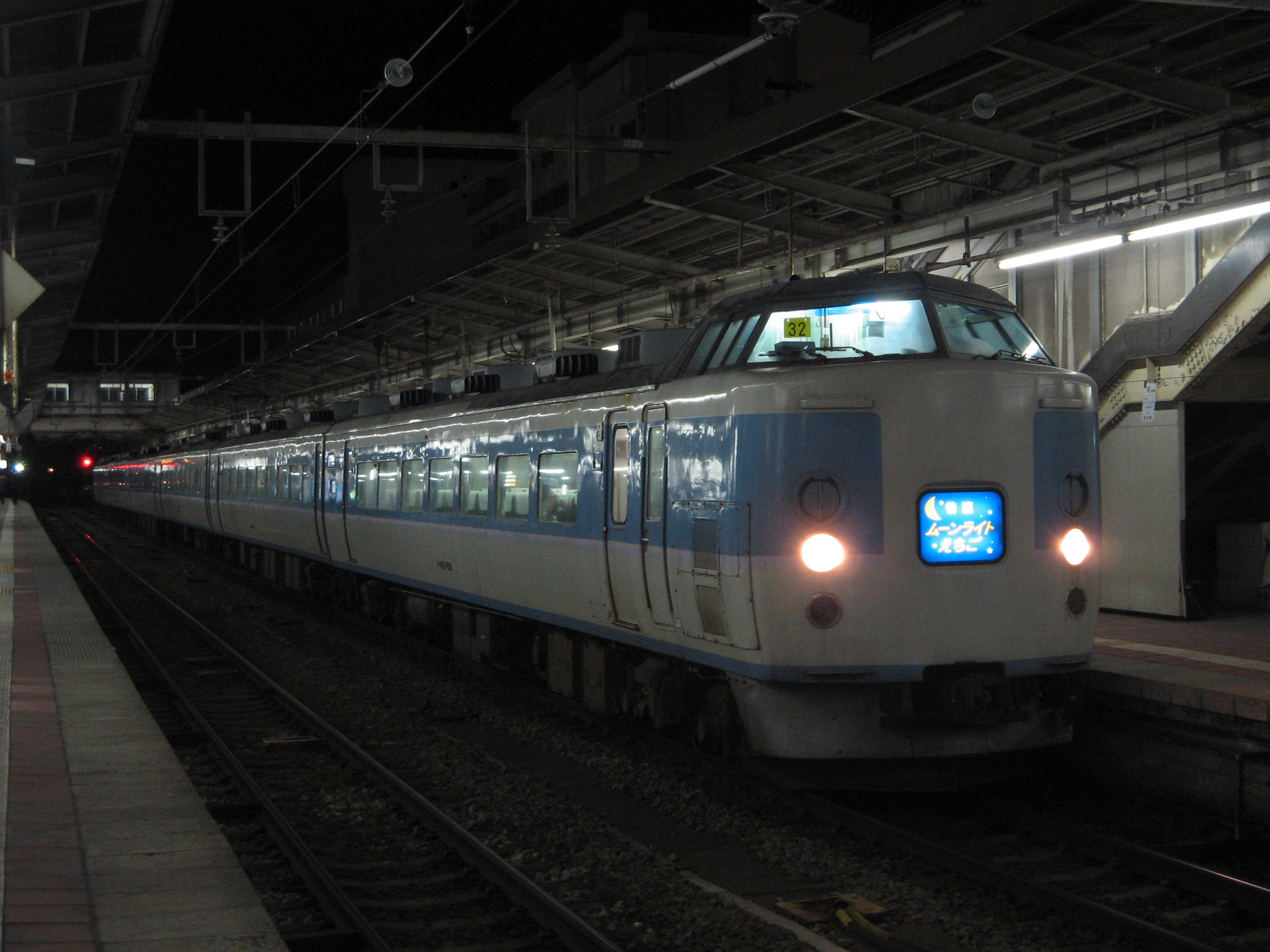
183系
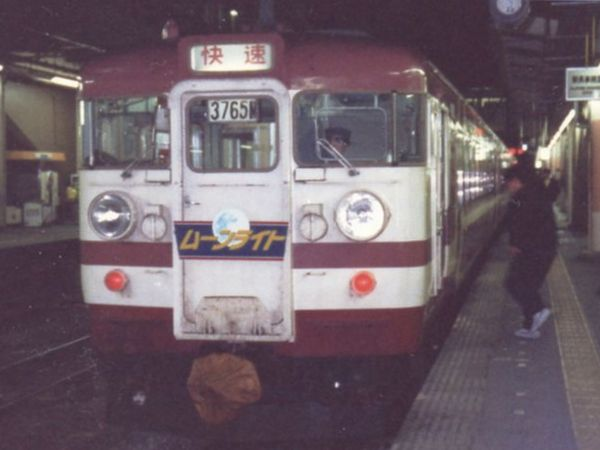
165系（初期の編成の塗色）
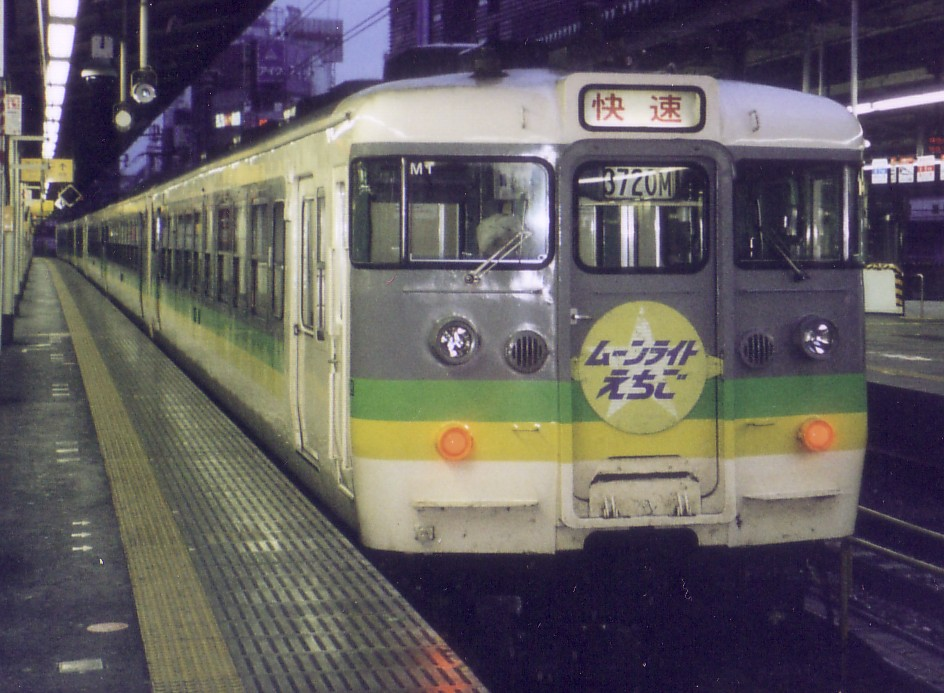
165系（第5編成以降の塗色）

## 沿革
- 特記がない限り、日付は始発駅基準とする。

現行列車としての起源は、1985年（昭和60年）に開設され高い需要を獲得した高速バス東京（池袋）- 新潟線に対抗するため日本国有鉄道新潟鉄道管理局が「ムーンライト」という愛称で団体専用快速列車として企画したことに始まる。
- 1986年（昭和61年）6月30日：EF64形電気機関車と14系座席客車3両で試験的に運転を開始[3]。7月31日まで運転したところ、1日平均193人の好評な利用実績があり、運転継続の希望が多かったとして[4]、10・11月にも運転を実施。

| 第1編成（茶系）[要検証 – ノート] |  | 第2編成（赤系）[要検証 – ノート] |
| 第1編成（茶系）                  |  | 第2編成（赤系）                  |

| 第3編成（緑系）[要検証 – ノート] |  | 第4編成（ピンク系）[要検証 – ノート] |
| 第3編成（緑系）                  |  | 第4編成（ピンク系）                  |

- 1987年（昭和62年）9月3日：全車普通車の臨時快速列車として新宿 - 新潟 - 村上間で週末・長期休暇期間中などに運転を開始[5]。
  - 座席をグリーン車廃車発生品に交換・シートピッチ拡大・外部塗装変更を施工した上沼垂電車区所属165系電車の専用編成を投入した。
- 1988年（昭和63年）1月：3両編成の3号車の一部をレディースシートに変更[6]。
  - 3月13日：ダイヤ改正で定期列車化[3]。
- 1989年（平成元年）[3] - 1995年（平成7年）：臨時設定で、長岡で解結する直江津経由新井発着編成を運行。1989年（平成元年）から1990年（平成2年）の年末年始にはムーンライト号に接続して村上 - 酒田を走る「ムーンライトリレー号」も設定[3]。
- 1996年（平成8年）3月16日：ダイヤ改正で東京 - 大垣間の夜行快速に「ムーンライトながら」の愛称が付いたため、列車名を「ムーンライトえちご」に変更。
- 2002年（平成14年）12月1日：ダイヤ改正で下りは新潟終着となる（上りは引き続き村上始発）。
  - 代替として、新潟で快速村上行に接続するダイヤが組まれ、同一ホームで乗り換えできる措置が採られた。
- 2003年（平成15年）：3月30日村上発・3月31日新宿発をもって165系電車の老朽化に伴う廃車により、使用車両を半室グリーン車を備える485系電車6両編成に変更[7]。同時に6号車をレディースカーとする[8]。
- 2004年（平成16年）3月13日：ダイヤ改正で上りも新潟発に変更。
- 2007年（平成19年）3月18日：ダイヤ改正で全席禁煙化。
- 2008年（平成20年）6月6日：同日から8月30日までの金・土曜日と7月20日に下りのみ小出への臨時停車を実施（小出着3:10）。
- 2009年（平成21年）3月14日：ダイヤ改正で臨時列車に格下げ。多客期のみの運行となる[9][10]。
  -     - 乗車前の情報では指定席が満席とされているにも関わらず、実際は多くの空席を抱えたまま運行していた実態を指摘したメディアもある[11]。
- 2010年（平成22年）3月13日：ダイヤ改正で運用が新潟車両センター所属485系電車から幕張車両センター所属で大宮総合車両センター東大宮常駐の183系電車（マリ31・32編成）に移管され、グリーン車指定席の設定がなくなる[12]。
- 2012年（平成24年）3月17日：ダイヤ改正で運用が再び新潟車両センター所属485系電車に移管され、グリーン車指定席が再設定される[13]。
- 2014年（平成26年）3月31日：臨時列車として最後の「ムーンライトえちご」運行日。これ以降一切の設定なし。
  - 4月4日：列車名を「えちご春の夜空号」と変更し、同年5月3日まで運行した[2]。